# Histionotus
Genre
Histionotus est un genre fossile de poissons à nageoires rayonnées de la famille également fossile des Macrosemiidae qui ont vécu au cours du Berriasien du Crétacé inférieur.

## Classification
Le genre Histionotus est créé en 1854 par le paléontologue britannique Philip de Malpas Grey Egerton (1806-1881),.

## Répartition
Des restes fossiles de Histionotus ont été mis au jour au Royaume-Uni, en Allemagne et en France.

## Liste des espèces
- † Histionotus angularis Egerton, 1854 − espèce type
- † Histionotus falsani Thiollière, 1873
- † Histionotus oberndorferi Wagner, 1863
- † Histionotus parvus ?
- † Histionotus reclinis ?

## Galerie

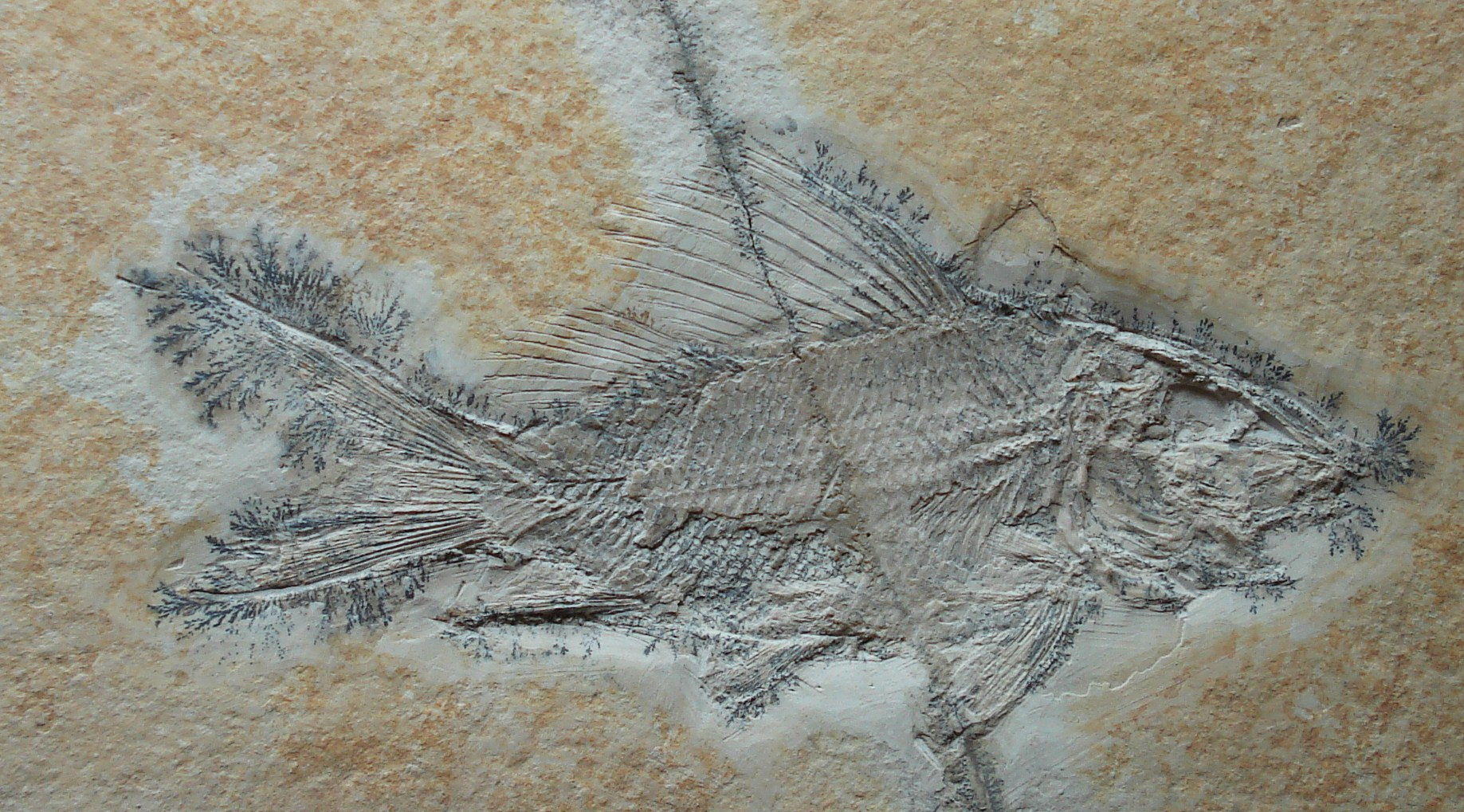
Fossile de Histionotus parvus

### Publication originale
- [1854] (en) Philip de Malpas Grey Egerton, On Some New Genera and Species of Fossil Fishes, vol. 13, coll. « The Annals and Magazine of Natural History, Second Series », 1854, p. 433-436.